# 茱蒂丝·福尔卡
茱蒂丝·福尔卡·阿里扎（西班牙語：Judith Forca Ariza，1996年6月7日—），西班牙水球运动员，曾代表西班牙国家女子水球队拿下2017年世界游泳錦標賽银牌、2019年世界游泳錦標賽银牌和2020年东京奥运会水球银牌。